# Антипсихіатрія
Антипсихіатрія — термін, введений вченим з Південної Африки Девідом Купером, для позначення різних соціально-політичних підходів і доктрин у сфері психічного здоров'я, які об'єднує те, що вони є противниками психіатрії — єдиної спеціальності, яка дала поштовх до формування дуже стійкого критичного руху, який за майже двохсотлітню історію зумів об'єднати авторів з різних дисциплін (медицини, психології, педагогіки, антропології, соціології і навіть психоаналізу).
Антипсихіатрія — міжнародний рух і теоретична концепція, яка сформувалася на початку 1960-х років ХХ ст. і виступила як радикальна опозиція психіатрії. Міждисциплінарне явище західної науки і культури другої половини ХХ ст.
Послідовники цього руху піддають різкій критиці:
1. застосування психіатрією медичної концепції неналежним чином, «медикалізуючи» проблеми, які мають соціальну природу;
2. лікування пацієнтів проти їхньої волі, у надмірно директивний і домінуючий спосіб, як у порівнянні з галузями доказової медицини, так і з психотерапевтичними підходами;
3. скомпрометованість економічними зв'язками з фармацевтичними компаніями;[5][6]
4. використання системи діагностичних категорій, які стигматизують людей, включаючи Діагностичний і статистичний посібник з психічних розладів (DSM) і Міжнародну класифікацію хвороб (МКХ).[7] Ці діагностичні «ярлики» відкидаються не лише багатьма пацієнтами, які вважають їх такими, що завдають шкоди самооцінці та ідентичності, але й фахівцями з психічного здоров'я, хоча не всі з них дотримуються антипсихіатричних поглядів.

Прихильники цього руху відкидають психічну класифікацію і ставлять під сумнів такі терміни, як «психічне захворювання», «психічний розлад» або «шизофренія», оскільки вони підганяють людей під поставлений їм діагноз з такою впевненістю і професійним авторитетом, що, як наслідок, ті, кому поставили діагноз, будуть схильні поводитися відповідно до цього опису. У радикальній антипсихіатрії повністю заперечуються основні психіатричні теорії, моделі, практики та існування психічних захворювань як таких.

## Організації
Громадянська комісія з прав людини (ГКПЛ) була заснована 1969 року спільно Церквою Саєнтології та заслуженим професором психіатрії у відставці, доктором Томасом Сасом. У часи, коли пацієнти психіатричних лікарень були повністю позбавлені своїх прав. В Україні ГКПЛ була зареєстрована, як самостійна організація у квітні 2013 року і відтоді невпинно захищає права людей у сфері душевного здоров'я. ГКПЛ України — некомерційна, неполітична і нерелігійна організація, яка працює виключно для викорінення зловживань у психіатрії, введення її в рамки закону і захисту прав пацієнтів. Виконуючи свою наглядову функцію, ГКПЛ України активно співпрацює з професіоналами від медицини, вченими, лікарями, молодшим персоналом і деякими психіатрами, які усвідомлюють хибність нині існуючої ідеї біохімічної природи «психічних хвороб» — моделі яка нав'язується суспільству багатомільярдною фармацевтичною індустрією заради продажу психіатричних препаратів.
|  | Правильний підхід до проблеми полягає в тому, що люди мають право знати: - повну та неупереджену інформацію про можливі згубні наслідки прийому психіатричних препаратів чи іншого психіатричного лікування - медичні обґрунтування психіатричного діагнозу за яким призначаються препарати - про будь-які інші методи лікування, включаючи немедикаментозні, — право на інформовану згоду - що будь-яка людина має право відмовитися від лікування, якщо воно здається їй небезпечним, безглуздим або шкідливим. |

## Фільми
«Психіатрія: індустрія смерті». Документальна стрічка. Створення її вимагало два роки вивчення тисяч сторінок архівних документів.
|  | Більшість людей вважають, що психіатрія їх не зачепить, та раптово вони можуть зіткнутися з нею там, де і не припускали. |